# 尼贝勒
尼贝勒（法語：Nibelle，法語發音：[nibɛl]）是法国卢瓦雷省的一个市镇，属于皮蒂维耶区。

## 地理
尼贝勒（48°1'22"N, 2°19'38"E）面积27.18 平方千米，位于法国中央-卢瓦尔河谷大区卢瓦雷省，该省份为法国中北部省份，北起埃松省，西北接厄尔-卢瓦省，西南接卢瓦-谢尔省，南至涅夫勒省和谢尔省，东临约讷省，东北接塞纳-马恩省。
与尼贝勒接壤的市镇（或旧市镇、城区）包括：里马尔德河畔楠克赖、布瓦科曼、尚邦拉福雷、安格拉讷、内普卢瓦、塞什布里耶尔、叙里欧布瓦。

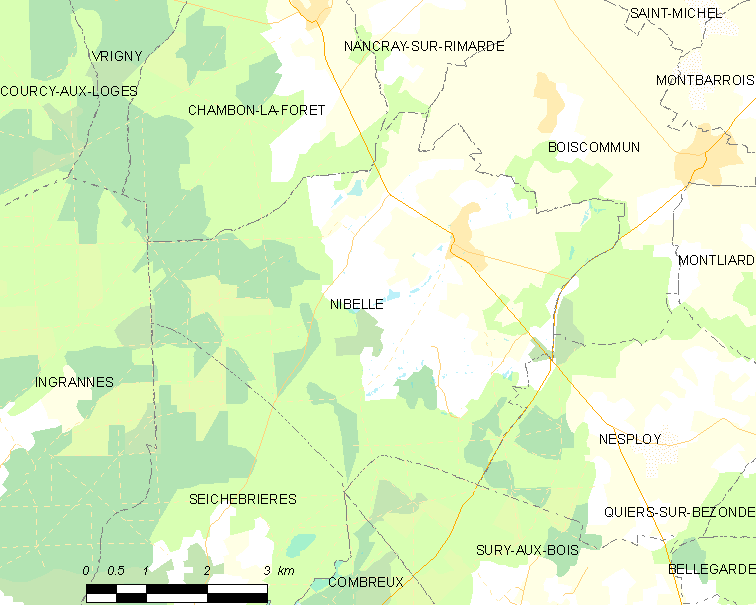
尼贝勒的OSM定位图

尼贝勒的时区为UTC+01:00、UTC+02:00（夏令时）。

## 行政
尼贝勒的邮政编码为45340，INSEE市镇编码为45228。

## 政治
尼贝勒所属的省级选区为勒马勒塞布瓦县。

## 人口

1962-2008年间尼贝勒人口变化图示

尼贝勒于2022年1月1日时的人口数量为1176人。